# Lanžov
Lanžov (en allemand : Lanschau) est une commune du district de Trutnov, dans la région de Hradec Králové, en République tchèque. Sa population s'élevait à 186 habitants en 2020.

## Géographie
Lanžov se trouve à 7 km au sud-ouest du centre de Dvůr Králové nad Labem, à 23 km au sud-sud-ouest de Trutnov, à 21 km au nord-nord-ouest de Hradec Králové et à 101 km au nord-est de Prague.
La commune est limitée par Bílé Poličany et Doubravice au nord, par Dubenec et Vilantice à l'est, par Velký Vřešťov au sud, et par Boháňka et Rohoznice à l'ouest.

## Histoire
La première mention écrite de la localité date de 1542.